# Jaime de Guzmán-Dávalos y Spínola
Jaime Miguel de Guzmán-Dávalos y Spínola (Sevilla, 15 de enero de 1690 - Barcelona, 25 de enero de 1767), II marqués de la Mina, VI conde de Pezuela de las Torres, fue un noble, militar, diplomático y gobernador ilustrado español, que ocupó el cargo de capitán general de Cataluña y de Aragón.

## Orígenes y primeros años
Nació en Sevilla el 15 de enero de 1690, y fue bautizado en la iglesia de san Pedro por Jaime de Palafox y Cardona, arzobispo de Sevilla, por quien le dieron el nombre de Jaime. Su padre fue Pedro José de Guzmán-Dávalos y Ponce de León (1650-1729), I marqués de la Mina y gobernador y capitán general de Panamá (1690-1695), y su madre Juana Spínola y Pallavicini (n. Pezuela de las Torres, 1654 - m. castillo de Chagres), V condesa de Pezuela de las Torres, hija de Jácome María Spínola, IV conde de Pezuela de las Torres y de Juana Pallavicini Ramírez de Haro. 
Poco después de nacer viajó a Panamá junto a su familia cuando su padre fue nombrado gobernador de esas tierras, y desde los cinco años fue alférez sin sueldo, pero con el uniforme del grado, portando el pendón de Castilla en desfiles militares y procesiones. Quedó huérfano de madre con apenas 10 años, recibiendo el título de conde de Pezuela de las Torres. De vuelta a España, se formó en el Colegio Imperial de Madrid, donde recibió formación humanística e ingeniería militar. Comenzó su carrera militar con 15 años, y sus primeros empleos fueron capitán de caballos en el Regimiento de Pozoblanco, coronel y brigadier de dragones de Lusitania, hasta llegar a los grados de mariscal de campo y teniente general. En 1706, con 16 años solicitó el hábito de la Orden de Calatrava, que le fue concedido a los dos meses.
A lo largo de su vida contrajo matrimonio en dos ocasiones. La primera con Francisca Funes de Villalpando, hija de José Pedro Funes de Villalpando y Gurrea (1684-1728), V conde de Atarés y IV conde del Villar, y de María Francisca Abarca de Bolea (1696-1725). Su segundo matrimonio fue con María Agustina Zapata de Calatayud y Fernández de Híjar, V duquesa de Palata, princesa de Massalubrense, marquesa de Cábrega y Baronesa de Mozota, con la que compartió como consorte estos títulos concedidos en el Reino de Nápoles por los borbones españoles. Con ninguna de las dos tuvo descendencia.

## Participación en las guerras de sucesión
Sus primeros frutos como militar los obtiene con su participación en la Guerra de Sucesión Española, distinguiéndose en Extremadura y en Portugal. Especialmente en la batalla de Almansa, como capitán del Regimiento de Órdenes, donde interviene decisiva y brillantemente. También destaca en el sitio de Tortosa de 1709, tras lo que creó un regimiento de dragones a su costa, conocido como Regimiento Pezuela de las Torres, recibiendo del rey Felipe V de España el título de coronel del regimiento. A su mando hace incursiones en La Raya, Elvas y Campomayor, y tras la guerra en Portugal, participó en las expediciones militares en Cataluña y tras su pacificación en 1714 se quedó con su regimiento en Barcelona. Después participó en la conquista española de Cerdeña al mando del marqués Juan Francisco de Bette, donde tiene especial protagonismo, y en el intento de recuperación de Sicilia.
En 1732, participó en la conquista de Orán como mariscal de campo. Dos años después, en 1734, como teniente general, mandó el ala derecha del ejército español en la batalla de Bitonto (Italia) en el marco de los enfrentamientos con los austriacos debidos a la Guerra de Sucesión Polaca. En 1742, durante la Guerra de Sucesión Austriaca, fue nombrado jefe supremo de los ejércitos españoles en Saboya en sustitución del conde de Gages. Ese mismo año, toma el castillo de Aspremont, capturando a toda la guarnición y sus cinco cañones, lo que le valió el ascenso a Capitán General del ejército.
Entre 1736 y 1740 fue embajador español en la corte de Luis XV de Francia en París. Fue el encargado de llevar a cabo las negociaciones para desposar a Luisa Isabel de Francia con el hijo de Felipe V, el infante Felipe de España. El éxito de la operación, así como su buena labor como diplomático, hicieron que fuera nombrado caballero de la Orden del Toisón de Oro y caballero de la Orden del Espíritu Santo por los dos monarcas.

## Capitán general de Cataluña

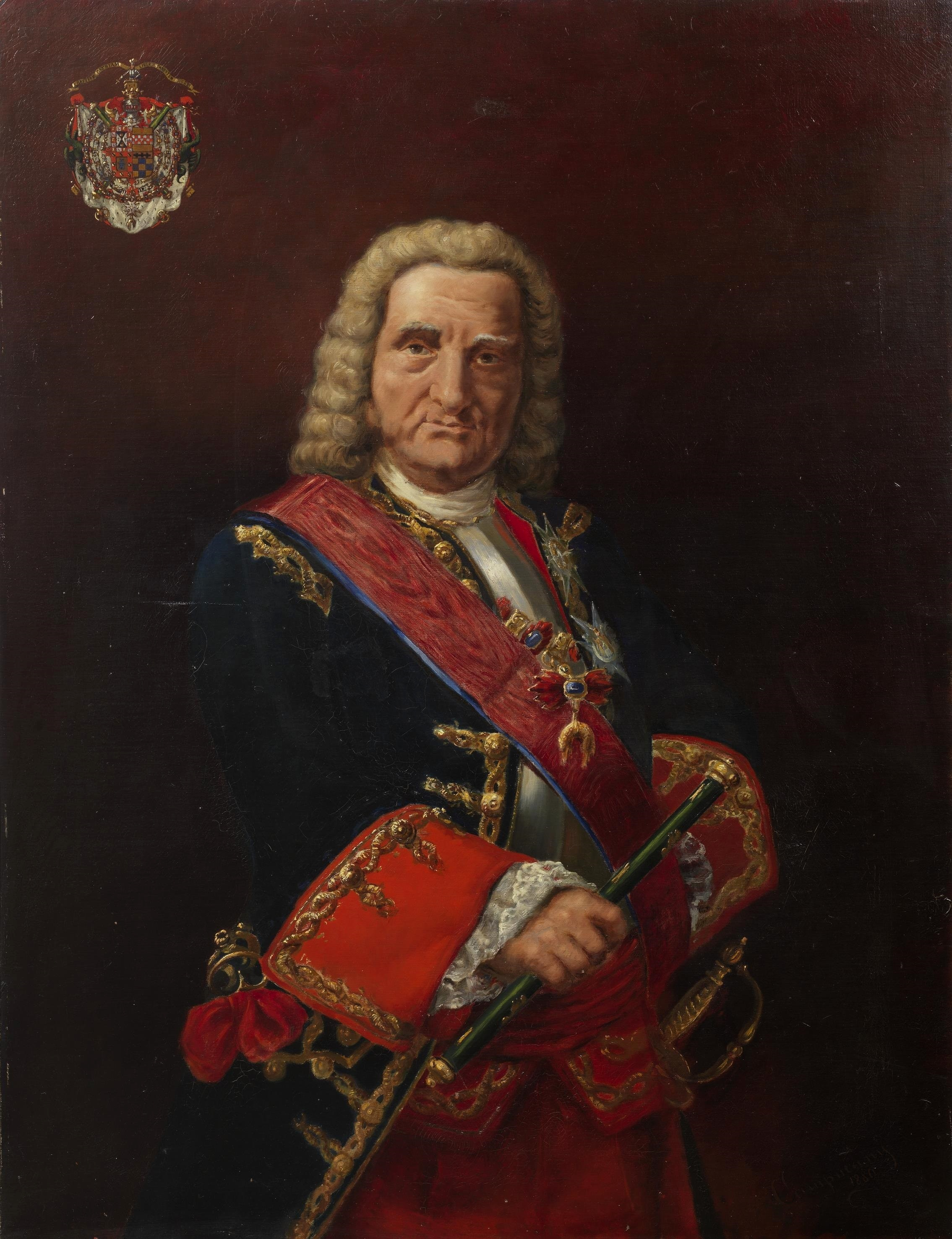
Jaime de Guzmán-Dávalos y Spínola, marqués de la Mina, por Pedro Capmany Sandiumenge. 1880. (Museo del Prado, Madrid).

El marqués de la Mina permaneció en Italia hasta 1749. En ese año se desplaza a Barcelona, donde toma posesión del cargo de capitán general de Cataluña.
Durante su mandato, se llevó a cabo en la Ciudad Condal la actuación urbanística más importante de su historia antes de que tuvieran lugar los ensanches del siglo XIX. Esta acción consistió básicamente en realizar el proyecto ilustrado de trazar una ciudad extramuros con manzanas cuadriculadas y amplias plazas y paseos. El nuevo barrio, proyectado por el ingeniero militar Juan Martín Cermeño, sería conocido como La Barceloneta, y sirvió para alojar a la población que tuvo que abandonar sus viviendas por la construcción de la ciudadela militar en el barrio de la Ribera. Jaime de Guzmán-Dávalos mantuvo una política típicamente ilustrada en cuanto a la realización de grandes obras públicas, como la mejora en los accesos de la ciudad, el empedrado e iluminación de calles y el dragado del puerto. También con medidas como la de implantar la ópera en el Teatro de la Santa Cruz, donde los músicos catalanes competirán con las obras de los grandes compositores europeos. Aunque también empleó una férrea mano militar en determinados momentos, tales como la revuelta popular por la carestía de trigo de 1766. 
El marqués de la Mina murió ocupando su cargo en Barcelona en 1767 y fue enterrado en la iglesia de San Miguel del Puerto, construida ex novo en La Barceloneta durante su mandato. Su sepulcro, realizado en 1767 por el escultor Joan Enrich, y que se encontraba en el interior de la iglesia, fue destruido en 1936.

## Títulos y dignidades
- II marqués de la Mina (1729), con Grandeza de España (1748)
- VI conde de Pezuela de las Torres[2]
- Señor de Santarén[1] (1729)
- Señor del mayorazgo de Salteras
- Señor del mayorazgo de Santillán
- Patrón de la capilla mayor de la parroquia de Omnium Sanctorum de Sevilla
- Caballero de la Orden del Toisón de Oro (1738)
- Caballero de la Orden de San Miguel (1740)
- Caballero de la Orden del Espíritu Santo (1740)
- Caballero de la Orden de San Jenaro
- Caballero de la Orden de Calatrava
- Comendador de la Orden de Montesa en las encomiendas de Silla y Benassal (1738)
- Caballero de la Real Maestranza de Caballería de Sevilla
- Gentilhombre de cámara de Su Majestad